# 岡崎武士
岡崎 武士（おかざき たけし、1967年8月29日 - ）は、日本の漫画家、イラストレーター。千葉県千葉市中央区出身。血液型A型。

## 経歴
大学在学中にまつもと泉のアシスタントを経て、1986年『5分でマーメイド』（『マンガハウス』第6巻掲載）でデビュー。代表作『精霊使い』（エレメンタラー）により1997年度、第1回文化庁メディア芸術祭マンガ部門優秀賞受賞。
『精霊使い』の執筆中に肺気胸を患い、入退院を繰り返しながら執筆、同作品を未完のまま終了。その後しばらくの間、漫画家を休業してイラストレーターとして活動。また、趣味としていた模型で2005年よりワンダーフェスティバルにもディーラー参加し、2006年にはワンダーショーケースにも選出されている。
2007年10月に『週刊ヤングマガジン』に読み切り漫画『レッツ☆ラグーン』（のち月刊ヤングマガジンで2018年まで連載）を掲載し、漫画家の活動を再開した。2021年6月新型コロナウイルスによる世界的流行から、前年より延期になっていた『岡崎武士個展 VISIONARY』を秋葉原にて開催、
また、活動を再開してからはイラストだけでなく漫画においても一人での作画作業を続けていたが、デジタル機材やアプリケーションの更なる発達により、再び連載出来る環境が整ったとし『精霊使い』の連載を準備中であることを発表している。
アシスタントの時代の先輩でプライベートでも仲が良い作家として萩原一至がおり、仕事の仕方など影響を受けたと話している。他にも仲が良い作家としてCLAMPとも交流がある。
2021年1月より、日本SF作家クラブの会員となる。

## 漫画
- 5分でマーメイド
- アクティブ
- ワガママン
- エクスプローラーウーマン・レイ（EXPLORER WOMAN RAY）（メディアミックス作品）
- 精霊使い（エレメンタラー）
  - 精霊使い -些の塵滓-（精霊使いのリメイク作品）
- 恋（月刊『サウス』掲載、原作：大川七瀬）
- リリカルかれんちゃん（『コミックGENKiの素』掲載）
- カウンタック
- 4色コミック版アトランシティー（『月刊IKKI』掲載。原作：渡辺浩弐）（ちなみに1色コミック版アトランシティーの作画は、岡崎武士ではなく、加倉井ミサイル）
- レッツ☆ラグーン（『月刊ヤングマガジン』掲載）
- かつ子お仕えします!（『テックジャイアン』→『月刊ComicREX』）

## イラスト
- 封神演義CDドラマ（ジャケット絵）
- 晴れときどき女子高生プラトニックチェーン（挿絵、渡辺浩弐/著、ジャンプ ジェイ ブックス）
- イズミ幻戦記シリーズ（挿絵、若木未生/著・徳間デュアル文庫）
- 電脳天使（挿絵、彩院忍/著・ソノラマ文庫）
- 剣の聖刻年代記 デイル・フスリマクスティスの伝記 （挿絵、日下部匡俊/著・ソノラマ文庫、2巻まで）
- Fate/Apocrypha（フランケンシュタイン・キャラクターデザイン）
- Fate/Grand Order（TYPE-MOON） - 一部キャラクターデザイン

## アニメーション
- 精霊使い（原作・企画・脚本）
- プラトニックチェーン（キャラクターデザイン）
- 夜桜四重奏 〜ハナノウタ〜（第3話エンドカードイラスト）
- 彼女がフラグをおられたら（第10話エンドカードイラスト）

## 画集
- EXIST
- void
- RE BOOT